# Ravenna (Michigan)
Pour les articles homonymes, voir Ravenna.
Ravenna est un village du comté de Muskegon, dans l'État du Michigan, aux États-Unis. En 2020, il comptait une population de 1 308 habitants.